# Pafawag 104E
Pafawag 104E (typy 104E, 104Ea, 104Eb, 104Ec, seria EP09) – normalnotorowa pasażerska lokomotywa elektryczna produkowana w latach 1986–1997 w zakładach Pafawag Wrocław. Powstało 47 sztuk dla Polskich Kolei Państwowych. Od 2009 wszystkie lokomotywy eksploatowane są przez PKP Intercity. Lokomotywy EP09 są popularnie nazywane epoka lub dziewiątka.

## Historia
Bezpośrednią przyczyną opracowania dokumentacji i budowy nowych typów lokomotyw było rozporządzenie Ministra Komunikacji z 7 sierpnia 1970 w sprawie budowy linii kolejowej nr 4 z Grodziska Mazowieckiego do Zawiercia, zaprojektowanej do prędkości 250 km/h, oraz typów elektrowozów mających obsługiwać tę linię. W latach 1977–1978 w Ośrodku Badawczo-Rozwojowym Pojazdów Szynowych w Poznaniu prowadzono prace przygotowawcze i projektowe trzech typów lokomotyw:
- 104E – czteroosiowej (Bo’Bo’) pasażerskiej o prędkości maksymalnej 140 km/h,
- 204E – sześcioosiowej (Bo’Bo’Bo’) pasażerskiej i towarowej o prędkościach odpowiednio 160 i 120 km/h,
- 205E – dwuczłonowej towarowej (Bo’Bo’+Bo’Bo’) o prędkości 100 km/h[2].

W 1981 ukończono projekt typu 104E będącego podstawą serii EP09. Specyfikacja techniczna trafiła do Pafawagu, gdzie do 1984 miały powstać dwa jeżdżące prototypy. Budowa lokomotyw opóźniła się jednak o ponad dwa lata – pierwsza była gotowa we wrześniu 1986, drugi egzemplarz miał swoją prezentację podczas Międzynarodowych Targów Poznańskich w czerwcu 1987, gdzie lokomotywa została pomalowana na kolor złoty. Na etapie budowy, zdecydowano się (poprzez zmianę przełożenia) na zwiększenie prędkości eksploatacyjnej do 160 km/h. W marcu 1987 przekazano EP09-001 na stan lokomotywowni Kraków Prokocim, a w miesiącach letnich skierowano ją do obsługi połączeń w różnych warunkach terenowych. Eksploatacja w warunkach górskich uwidoczniła szereg problemów, m.in. ze wzmożonym zużywaniem się obręczy kół czy pękaniem podwieszeń silników trakcyjnych.
Oficjalny debiut serii EP09 wyznaczono na 29 maja 1988, kiedy zaczął obowiązywać nowy rozkład jazdy. Dwa tygodnie wcześniej, decyzją Centrum Naukowo-Technicznego Kolejnictwa, lokomotywy zostały dopuszczone do ruchu po Centralnej Magistrali Kolejowej z prędkością 160 km/h. EP09-001 przejęła wtedy od dwóch EP05 obsługę pociągu Krakus. Pierwsze maszyny serii trapiły problemy wieku dziecięcego, np. pękanie wsporników silników, uszkodzenia osprzętu elektrycznego i silników czy usterki zawieszenia. Problemy powodowały częste przestoje – do kwietnia 1990, pierwsza lokomotywa spędziła w naprawie 25% czasu postoju, natomiast dla EP09-002 (typ 104Ea) odsetek ten wyniósł 60%. Konieczność serwisowania, przy jednoczesnym wprowadzaniu poprawek do kolejnych egzemplarzy, powodowała opóźnienia w produkcji i dostaw nowych elektrowozów dla PKP.
Kolejne odmiany EP09 (typ 104Eb) trafiały do służby w PKP sukcesywnie: od końca 1990 do początku 1998. Po przejęciu Pafawagu przez Adtranz, produkcję lokomotyw zakończono. Opracowywane równolegle ze 104E typy 204E i 205E oraz późniejsza sześcioosiowa (Bo’Bo’Bo’) towarowa lokomotywa górska (typ 206E) oznaczona jako ET24 nie doczekały się nawet prototypów. Zbudowano 47 z planowanych 200 egzemplarzy EP09.

## Konstrukcja

### Podwozie i wózki
Opracowane w OBRPS Poznań uniwersalne, dwuosiowe wózki były konstrukcją uznaną za innowacyjną. Połączeniem wózków z pudłem, zamiast czopu skrętnego, były wieszaki i sprężyny. Siły pociągowe i hamowania przenoszone były poprzez system cięgieł na poziomie główki szyny, co owocowało poprawą przyczepności EP09 w stosunku do innych polskich lokomotyw. Wózki połączono sprzęgiem międzywózkowym. Na pierwszy stopień usprężynowania składały się sprężyny śrubowe i amortyzatory hydrauliczne. W 1994, na drugim stopniu usprężynowienia, wprowadzono elastyczne połączenie pudła z wózkami oparte na sprężynach (typ Flexicoil), w miejsce bardziej sztywnych, często pękających wieszaków.

### Układ hamulcowy
Typ 104E ma dwusystemowy układ hamulcowy. Oprócz standardowego hamulca pneumatycznego, wyprodukowanego przez Oerlikon, zastosowano również hamulec elektrodynamiczny (ED) projektu warszawskiego Instytutu Elektrotechniki. EP09 stała się pierwszą lokomotywą w Polsce wyposażoną w taki system hamulcowy. Hamulec ED pozwalał na zamianę energii kinetycznej na elektryczną, wytracaną w opornikach rozruchowych. Zastosowanie hamulca elektrodynamicznego zmniejszyło zużycie klocków hamulcowych. Nowinką techniczną był także hydrauliczny hamulec postojowy.

### Napęd
Silniki trakcyjne LKa740 dla lokomotywy EP09 powstały w zakładach „Dolmel” Wrocław we współpracy z radzieckim NEWZ Nowoczerkask. Silniki, w stosunku do swoich wschodnich odpowiedników, miały ulepszony system chłodzenia oraz nowe układy szczotkowe. Zespół projektantów pod kierownictwem inż. Przemysława Hoffmana stworzył od nowa cały układ przeniesienia napędu. Zabudowane sztywno w wózku silniki przekazywały moc poprzez dwa łożyska stożkowe na sprzęgło, dalej na wał drążony i przez kolejne sprzęgło na zestawy kołowe. Pozwoliło to na zwiększenie niezawodności względem układu napędowego stosowanego w EU07. Prototypy wyposażone były w układy elektryczne produkcji radzieckiej, pozostałe – konstrukcji rodzimej. Lokomotywa nie ma sterowania wielokrotnego, niemożliwe jest więc łączenie ze sobą kilku lokomotyw tego typu.

### Kabina maszynisty

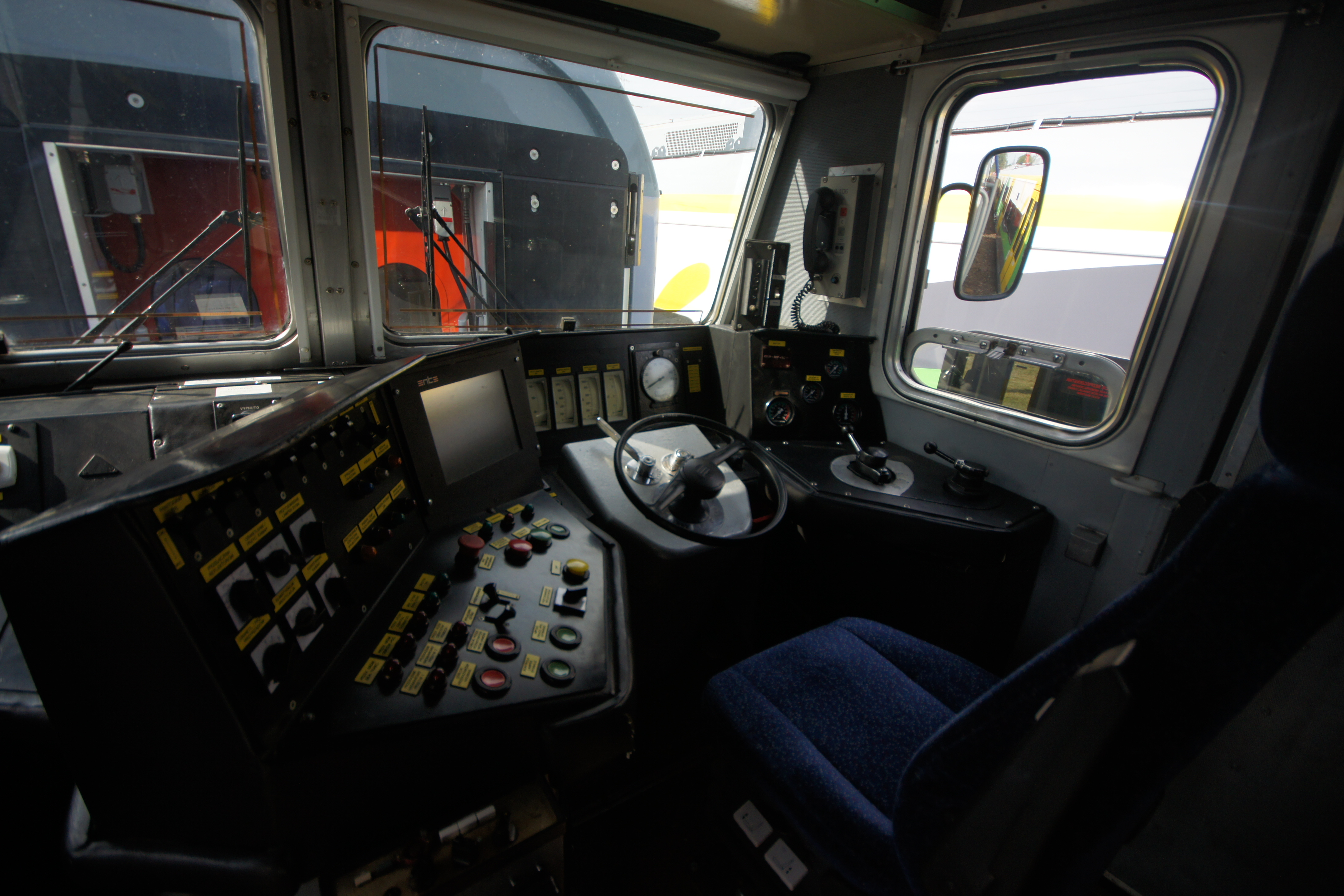
Kabina maszynisty EP09 według projektu Politechniki Wrocławskiej

Lokomotywa ma dwie kabiny maszynisty (oznaczone jako A i B), po jednej na każdej ścianie czołowej. Zastosowano dwa projekty pulpitów: prototyp otrzymał panel sterowniczy stworzony przez Politechnikę Wrocławską, drugi egzemplarz – przez OBRPS. W 1988 pod względem ergonomii wyżej oceniono pulpit Politechniki Wrocławskiej i to on został zastosowany w pozostałych lokomotywach serii EP09. Od pierwszych egzemplarzy wprowadzono ogrzewanie z nagrzewnic elektrycznych. Ostatnie 10 lokomotyw otrzymało dodatkowo klimatyzatory kabin. Dwuczęściowe okna w ścianie przedniej mieściły wielowarstwowe, podgrzewane elektrycznie szyby.
W drugiej EP09 zainstalowano układ prędkości zadanej (UPZ), mający ograniczyć do minimum obsługę lokomotywy. Maszynista miał jedynie wybrać prędkość jazdy oraz ustawić siłę rozruchu. Wprowadzenie UPZ spowodowało zmianę oznaczenia typu na 104Ea. Po serii testów zrezygnowano jednak z tego rozwiązania.

### Modernizacje

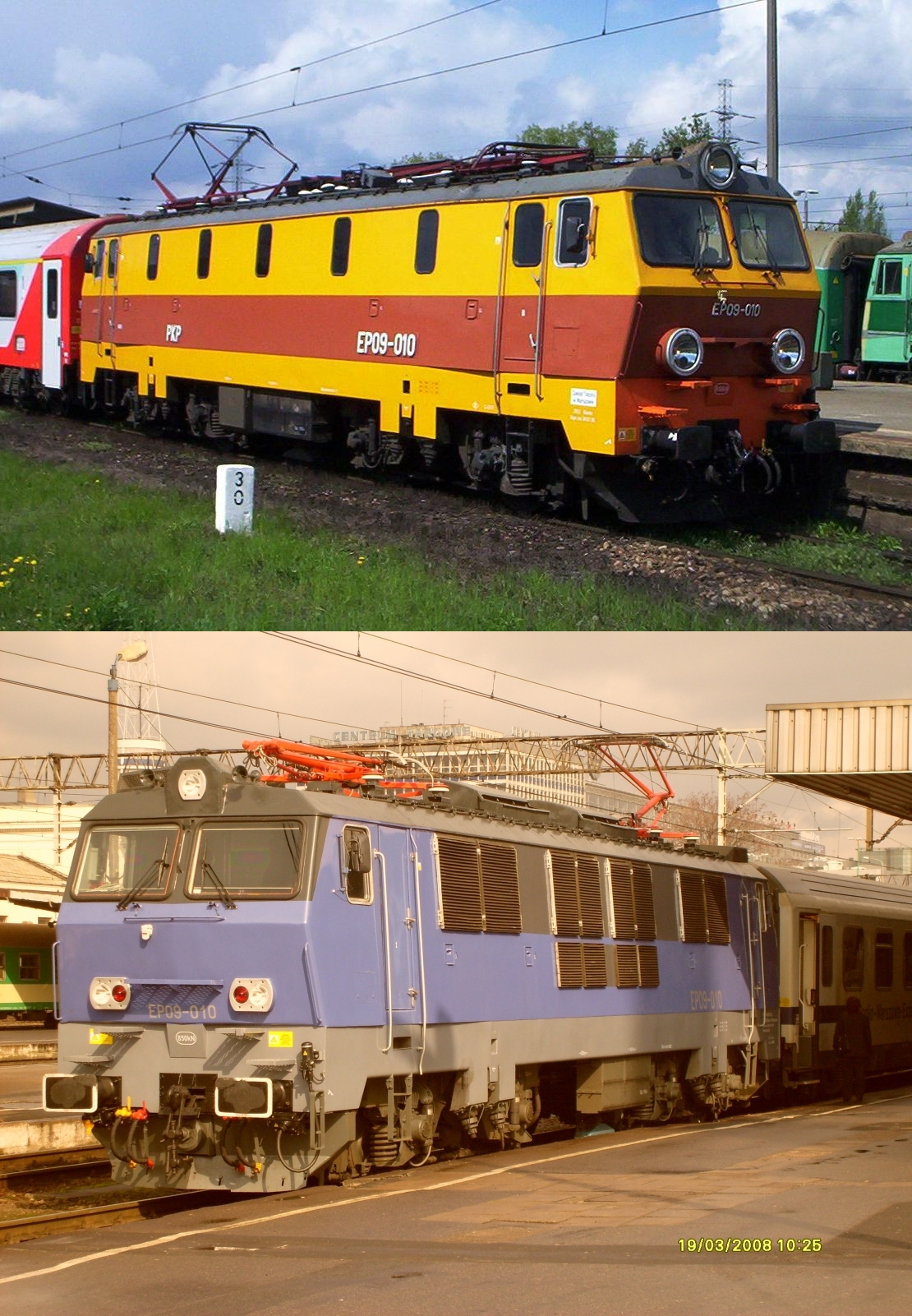
EP09-010 przed (u góry) i po modernizacji (na dole)

Podczas produkcji kolejnych lokomotyw tej serii wprowadzano wiele zmian konstrukcyjnych, co powoduje, że praktycznie każda EP09 różni się czymś od pozostałych. Pafawag i ZNLE Gliwice wykonywały drobne modernizacje przy okazji większych napraw czy przeglądów.
W 1995, podczas naprawy EP09-001 po wykolejeniu w październiku 1993 w Cieninie, postanowiono zastosować prostsze i zarazem mniej awaryjne oparcie pudła na wózkach. Połączenie typu Flexicoil wprowadzono (poza remontowanym 001) od egzemplarza nr 038.
W tym samym roku odkryto poważną wadę konstrukcyjną – pęknięcia ograniczników wzdłużnego przesuwu wózków. Producent był zmuszony ściągnąć wszystkie lokomotywy serii na obowiązkową wymianę wadliwych elementów, co na krótki okres unieruchomiło wszystkie EP09. Ich zadania przejęły wolniejsze elektrowozy serii EU06, EU07 i EP08.
| Od numeru lokomotywy | Typ   | Zmiany |
| -------------------- | ----- | --- |
| 002¹                 | 104Ea | - Układ Prędkości Zadanej |
| 003                  | 104Eb | - Sprężarka śrubowa - Zmiana konstrukcji żaluzji wylotowych chłodzenia oporów - Tłumiki wężykowania - Aparatura wysokiego napięcia (wn) polskiej produkcji - Rekonstrukcja hamulca (cylindry, nastawiacze, hamulec postojowy) - Zwiększenie nastawów przekaźników nadmiarowych silników na 850A |
| 008                  | 104Eb | - Agregat sprężarkowy Ochsner - Wycieraczki elektryczne i spryskiwacze - Rekonstrukcja zamknięcia i blokada szafy WN - Rekonstrukcja ostoi w rejonie zabudowy aparatu cięgłowego - Zmiana zakresu dziania hamulca ED ze 140 do 160 km/h                                                         |
| 017                  | 104Eb | - Zderzaki z amortyzatorem elastomerowym |
| 018                  | 104Eb | - Rekonstrukcja sprzęgu międzywózkowego |
| 020                  | 104Eb | - Podwójne żaluzje, ekrany i filtry siatkowe - Sygnalizacja temperatury łożysk zestawów kołowych |
| 024                  | 104Eb | - Likwidacja szafy i okablowania dla UPZ - Hamulec postojowy sprężynowo-pneumatyczny |
| 033                  | 104Eb | - Układ podhamowania przeciwpoślizgowego - Dodatkowa wentylacja kabin |
| 038                  | 104Eb | - Czterobiegunowe silniki przetwornic typu LKPm-354 - Odbieraki jednopołówkowe typu 55ZW - Podparcie pudła na sprężynach typu Flexicoil² - Klimatyzacja kabin maszynisty - Drzwi wejściowe zmienionej konstrukcji bez okien - Smarowanie obrzeży obręczy kół (produkcji OBRPS)                  |
| 045                  | 104Eb | - Trapezowe gniazda prowadników maźnic |

- ¹ – UPZ tylko w EP09-002
- ² – Pierwsze podparcie pudła tego typu zastosowano przy odbudowie EP09-001 po wypadku

Od 2007 prowadzone były, przy okazji naprawy głównej, modernizacje EP09 w ZNLE/Newag Gliwice. Pierwszymi unowocześnionymi lokomotywami były EP09-007 i 008. W ramach małej modernizacji otrzymały połówkowe odbieraki prądu typu Stemmann, ulepszoną sprężarkę oraz klimatyzację kabiny, w egzemplarzu 008 zabudowano także nowe reflektory halogenowe.
Od 2011 następuje kolejny etap modernizacji; montowane są nowsze pulpity sterownicze, urządzenia GPS, GSM oraz miejsce na ETCS, dodatkowa sprężarka powietrza, modernizacja lub instalacja klimatyzacji, modernizacja przetwornicy i systemu łączności. Przy okazji kolejnych napraw wymieniano układ hamulcowy, montowano dodatkowy układ osuszania powietrza oraz elektroniczny prędkościomierz. Lokomotywy po tych unowocześnieniach opuszczają gliwickie zakłady jako typ 104Ec.

## Eksploatacja
Wszystkie lokomotywy dostarczane były do jednego przewoźnika – Polskich Kolei Państwowych. Po jego podziale wszystkie lokomotywy przeszły w posiadanie spółki PKP Cargo. W latach 2007–2009 przekazano wszystkie EP09 do PKP Intercity. Spółka ta używa ich do prowadzenia pociągów krajowych (Express InterCity, InterCity oraz TLK) oraz międzynarodowych (EuroCity, EuroNight).
| Numer egzemplarza | Rok budowy | Pierwszy przydział           |
| ----------------- | ---------- | ---------------------------- |
| 001               | 1986       | Kraków Prokocim              |
| 002               | 1987       | Kraków Prokocim              |
| 003 ÷ 004         | 1990       | Kraków Prokocim              |
| 005 ÷ 007         | 1990       | Warszawa Olszynka Grochowska |
| 008 ÷ 012         | 1991       | Warszawa Olszynka Grochowska |
| 013 ÷ 014         | 1992       | Kraków Prokocim              |
| 015 ÷ 024         | 1992       | Warszawa Olszynka Grochowska |
| 025 i 031         | 1993       | Kraków Prokocim              |
| 026 ÷ 030 i 032   | 1993       | Warszawa Olszynka Grochowska |
| 033 ÷ 037         | 1994       | Warszawa Olszynka Grochowska |
| 037 i 039 ÷ 040   | 1995       | Warszawa Olszynka Grochowska |
| 038 i 042 ÷ 044   | 1996       | Warszawa Olszynka Grochowska |
| 045               | 1996       | Kraków Prokocim              |
| 046 ÷ 047         | 1997       | Kraków Prokocim              |

Początkowo malowane były w barwy pomarańczowo-brązowe. Od grudnia 2005 do stycznia 2008 lokomotywy tej serii przemalowywano w czerwono-biało-niebieskie barwy nowego właściciela – PKP Cargo. W połowie czerwca 2007 zaproponowano PKP Cargo nowy schemat malowania. W obliczu przejęcia lokomotyw przez PKP Intercity, projekt przejęła druga spółka i zmodyfikowała go poprzez dodanie niewielkiego loga PKP Intercity na czołach i bokach pudła. Ostatecznie tylko EP09-016 otrzymało zmienione malowanie. Pozostałe malowano według schematu opracowanego dla PKP Cargo. Malowanie takie zostało zastosowane, aby upodobnić je do wagonów w nowym malowaniu PKP Intercity. Po przejęciu od PKP Cargo wszystkich EP09, PKP Intercity wprowadziło nowy, szaro-niebieski schemat malowania. W ramach napraw, wszystkie lokomotywy przemalowywane są na nowe barwy przewoźnika.
W grudniu 2007 EP09 otrzymały świadectwa dopuszczenia do ruchu po torach w Czechach.
Na czas EURO 2012 lokomotywy EU44 Husarz i EP09 ozdobiono kalkomaniami nawiązującymi do mistrzostw. Dziesięć EP09 i kolejne tyle Husarzy zostało oklejone w barwy krajów uczestniczących w mistrzostwach oraz polskich stadionów goszczących mecze EURO.
Począwszy od października 2013 różne lokomotywy EP09 wykorzystywano do promocji efektów modernizacji wagonów pasażerskich do obsługi trasy Przemyśl Główny – Katowice – Wrocław Główny – Poznań Główny – Szczecin Główny. Najpierw była to EP09-028 z białą kalkomanią, później EP09-022 z niebieską, a potem EP09-024 z granatową. Na początku 2016 roku kilka lokomotyw otrzymało złotą kalkomanię, będącą częścią kampanii marketingowej „Złoty Pociąg”, a we wrześniu pięć lokomotyw otrzymało kalkomanię nawiązującą do 15-lecia rozpoczęcia działalności przez PKP IC.
W kwietniu 2014 w dwóch lokomotywach serii zostały zamontowane urządzenia do testów ETCS poziomu drugiego oraz GSM-R.
W czerwcu 2018 jedna lokomotywa otrzymała okleinę promującą Open’er Festival. W drugiej połowie 2018 roku część lokomotyw otrzymała tymczasowe biało-czerwone barwy związane z obchodami 100-leci odzyskania niepodległości.

### Wypadki

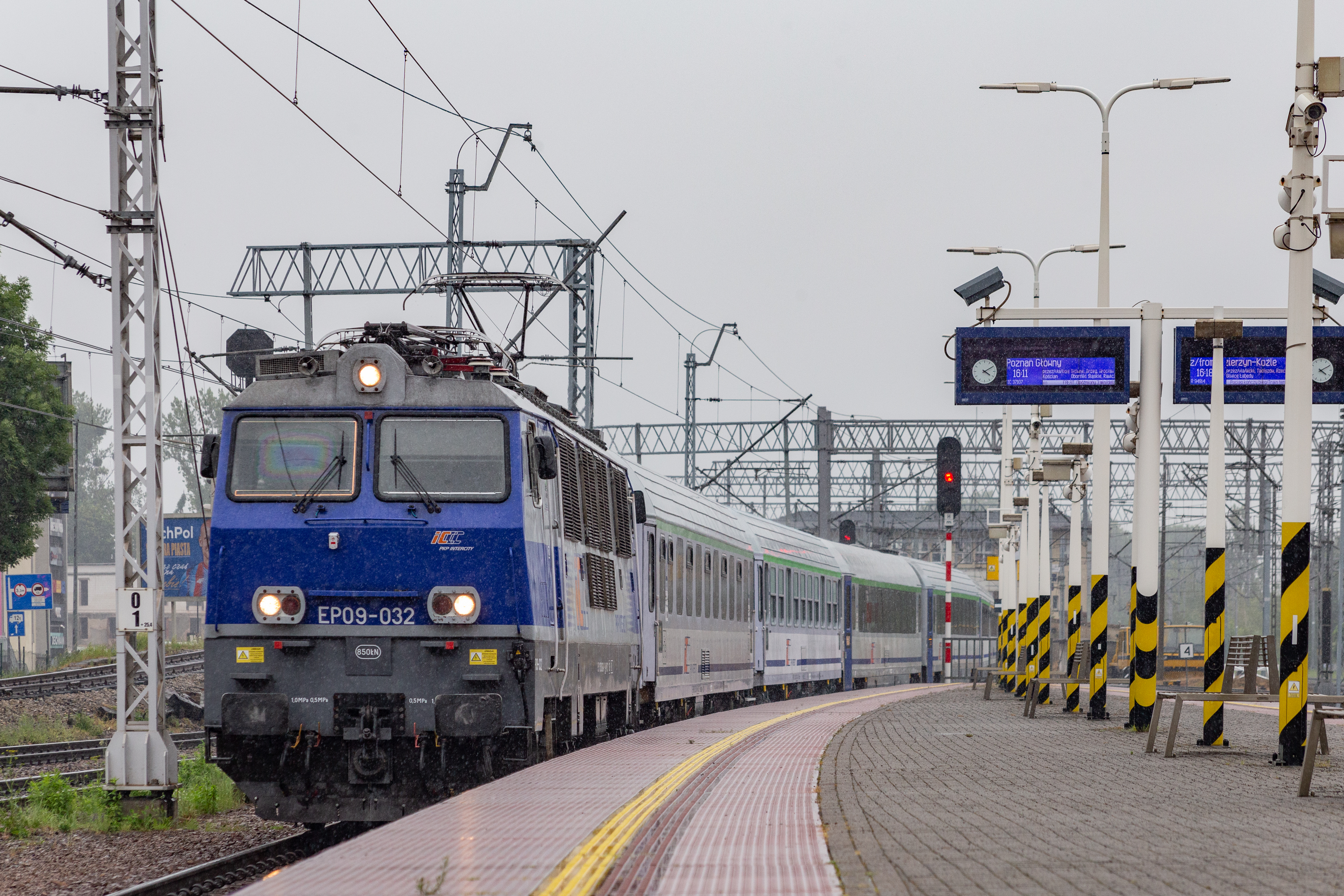
EP09-032 w najnowszym schemacie malowania (bez białych pasów na czole lokomotywy)

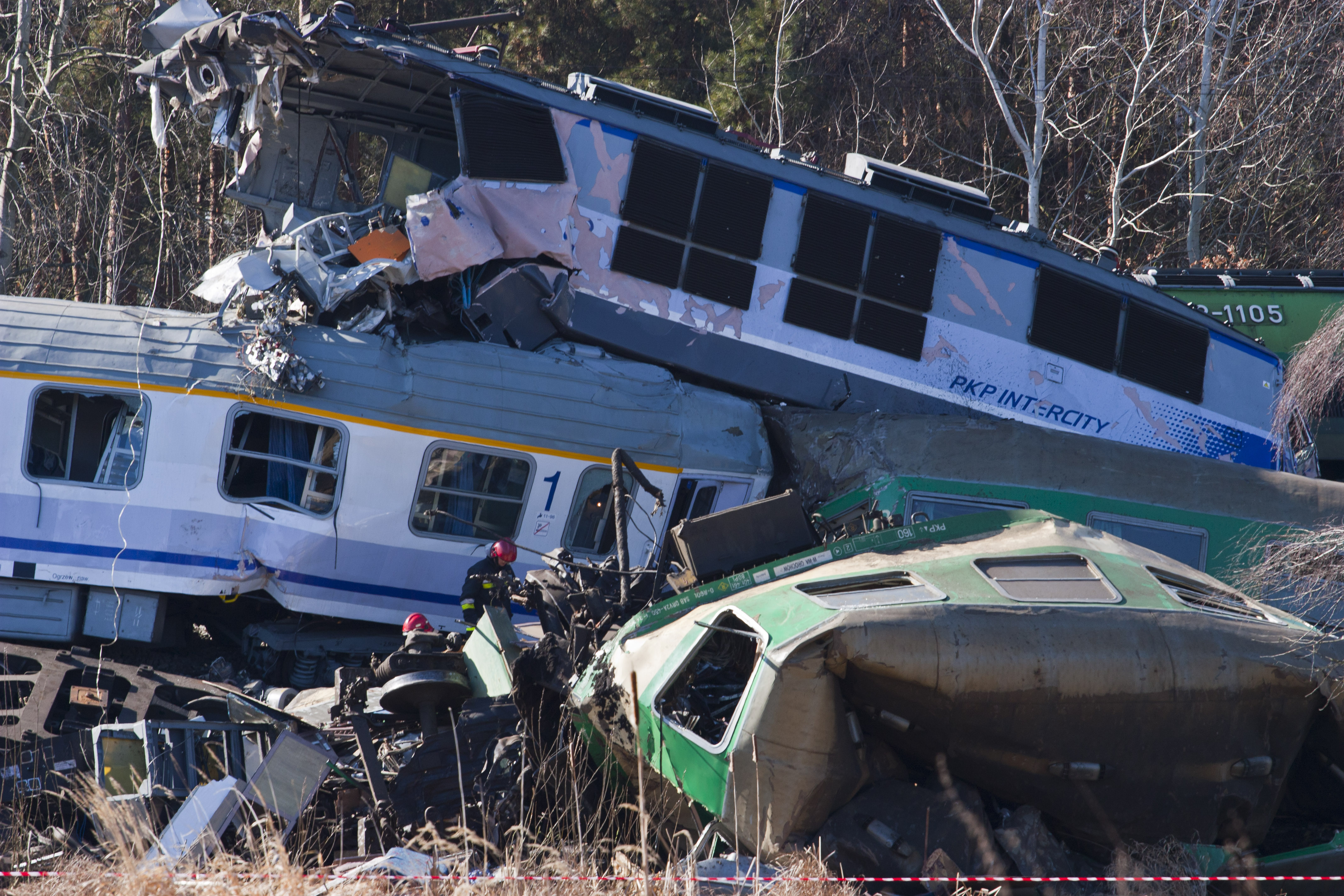
Zniszczona w katastrofie pod Szczekocinami EP09-035

Od początku eksploatacji wydarzyły się trzy poważniejsze wypadki lokomotyw EP09.
18 października 1993 na stacji Cienin wypadkowi uległa EP09-001 (104E-001). Lokomotywa prowadząca pociąg pospieszny Wawel wykoleiła się na rozjeździe przed wjazdem na stację. Została odbudowana w marcu 1995 w Pafawagu Wrocław na typ 104Eb.
25 lutego 1994 EP09-003 (z pociągiem ex. Sawa) uczestniczyła w czołowym zderzeniu z EZT ED72-002 (posp. Giewont). Zderzenie miało miejsce w okolicach p.odg. Starzyny, między CMK a linią nr 64. W wypadku zginęła 1 osoba (maszynista Giewonta), kilkanaście kolejnych odniosło rany. Wskutek wypadku zmiażdżona została kabina EP09-003, a dwa człony ED72 uległy zniszczeniu. Naprawa uszkodzonej lokomotywy trwała do listopada 1995, a jej wykonanie zlecono ZNLE Gliwice.
3 marca 2012 lokomotywa EP09-035 została zniszczona w katastrofie kolejowej pod Szczekocinami po czołowym zderzeniu z elektrowozem ET22-1105. Pociąg TLK Brzechwa (EP09-035) został skierowany na tor zajęty wcześniej przez InterREGIO Matejko (ET22-1105). Doszło do czołowego zderzenia z sumaryczną prędkością około 150 km/h na 21,3 kilometrze linii nr 64. W katastrofie zginęło 16 osób, w tym cała obsługa pociągu InterREGIO oraz maszynista i pomocnik maszynisty składu TLK. Obie lokomotywy zostały całkowicie zniszczone, ich naprawa okazała się nieopłacalna i EP09-035 oraz ET22-1105 zostały skreślone z inwentarza.

### Wycofanie ze służby
W grudniu 2024 pierwsza z lokomotyw EP09 została wyłączona z ruchu ze względu na konieczność przejścia naprawy P5 oraz fakt posiadania dużej rezerwy lokomotyw elektrycznych związanej z postępującymi dostawami lokomotyw EU160 Griffin.